# Persone di nome Alvin
| Questa pagina contiene informazioni ricavate automaticamente dalle voci biografiche con l'ausilio del template Bio e di un bot. L'aggiornamento è periodico e automatico e ricostruisce completamente la pagina. Se manca una persona in questa lista, sei pregato di non aggiungerla, ma accertati piuttosto che la sua voce biografica contenga il template Bio e che i dati anagrafici siano correttamente compilati. Se il template Bio manca, inseriscilo tu stesso o, in alternativa, metti l'avviso {{tmp\|Bio}} che ne segnala la mancanza. Se i dati riportati sono sbagliati, correggi direttamente la voce biografica; le modifiche saranno visibili in questa lista entro pochi giorni. Per chiarimenti vedi il progetto antroponimi. La lista contiene solo le 68 persone che sono citate nell'enciclopedia e per le quali è stato implementato correttamente il template Bio. Pagina aggiornata al 16 ott 2024. |

Questa è una lista di persone presenti nell'enciclopedia che hanno il prenome Alvin, suddivise per attività principale.

## Allenatori di pallacanestro(2)
- Alvin Gentry, allenatore di pallacanestro statunitense (Shelby, n. 1954)
- Doggie Julian, allenatore di pallacanestro statunitense (Reading, n. 1901 - Worcester, † 1967)

## Attori(2)
- Alvin Epstein, attore statunitense (New York, n. 1925 - Newton, † 2018)
- Alvin Ing, attore e cantante statunitense (Honolulu, n. 1932 - Los Angeles, † 2021)

## Batteristi(1)
- Alvin Queen, batterista statunitense (New York City, n. 1950)

## Calciatori(8)
- Alvin Avinesh, calciatore e giocatore di calcio a 5 figiano (n. 1982)
- Alvin Ceccoli, ex calciatore australiano (Sydney, n. 1974)
- Alvin Fortes, calciatore olandese (Rotterdam, n. 1994)
- Alvin Henderson, ex calciatore trinidadiano (n. 1950)
- Alvin Jones, calciatore trinidadiano (Carenage, n. 1994)
- Alvin Martin, ex calciatore inglese (Bootle, n. 1958)
- Alvin Singh, calciatore figiano (n. 1988)
- Alvin Tehau, calciatore francese (Faa'a, n. 1989)

## Cestisti(12)
- Al Attles, cestista, allenatore di pallacanestro e dirigente sportivo statunitense (Newark, n. 1936 - Oakland, † 2024)
- Al Carlson, ex cestista statunitense (Oceanside, n. 1951)
- Alvin Heggs, ex cestista statunitense (Jacksonville, n. 1967)
- A.W. Holt, ex cestista statunitense (Jackson, n. 1946)
- Al Inniss, ex cestista statunitense (Harlem, n. 1936)
- Al Jackson, ex cestista statunitense (Cleveland, n. 1943)
- Alvin Jones, ex cestista lussemburghese (Lussemburgo, n. 1978)
- Alvin Robertson, ex cestista statunitense (Barberton, n. 1962)
- Alvin Scott, ex cestista statunitense (Cleveland, n. 1955)
- Alvin Sims, ex cestista statunitense (Paris, n. 1974)
- Alvin Williams, ex cestista e allenatore di pallacanestro statunitense (Filadelfia, n. 1974)
- Alvin Young, ex cestista statunitense (Port Jervis, n. 1975)

## Chitarristi(1)
- Alvin Lee, chitarrista, cantante e compositore britannico (Nottingham, n. 1944 - Marbella, † 2013)

## Ciclisti su strada(1)
- Alvin Loftes, ciclista su strada statunitense (Providence, n. 1890 - Narragansett, † 1971)

## Compositori(1)
- Alvin Lucier, compositore statunitense (Nashua, n. 1931 - Middletown, † 2021)

## Costumisti(1)
- Alvin Colt, costumista statunitense (Louisville, n. 1916 - New York, † 2008)

## Criminali(1)
- Alvin Karpis, criminale canadese (Montréal, n. 1907 - Torremolinos, † 1979)

## Danzatori(1)
- Alvin Ailey, ballerino e coreografo statunitense (Rogers, n. 1931 - New York, † 1989)

## Direttori della fotografia(1)
- Alvin Wyckoff, direttore della fotografia statunitense (New York, n. 1877 - Los Angeles, † 1957)

## Direttori di coro(1)
- Duain Wolfe, direttore di coro statunitense (Hammond, n. 1945)

## Economisti(3)
- Alvin Hansen, economista statunitense (Viborg, n. 1887 - Alexandria, † 1975)
- Alvin Saunders Johnson, economista statunitense (Homer, n. 1874 - Upper Nyack, † 1971)
- Alvin Eliot Roth, economista statunitense (New York, n. 1951)

## Filosofi(1)
- Alvin Plantinga, filosofo, teologo e educatore statunitense (Ann Arbor, n. 1932)

## Fisici(1)
- Alvin M. Weinberg, fisico statunitense (Chicago, n. 1915 - Oak Ridge, † 2006)

## Fotografi(2)
- Alvin Baltrop, fotografo statunitense (Bronx, n. 1948 - New York, † 2004)
- Alvin Langdon Coburn, fotografo statunitense (Boston, n. 1882 - Rhos-on-Sea, † 1966)

## Ginnasti(1)
- Alvin Kritschmann, ginnasta e multiplista statunitense

## Giocatori di football americano(10)
- Alvin Bailey, giocatore di football americano statunitense (Broken Arrow, n. 1991)
- Alvin Dupree, giocatore di football americano statunitense (Macon, n. 1993)
- Alvin Harper, ex giocatore di football americano statunitense (Lake Wales, n. 1967)
- Alvin Kamara, giocatore di football americano statunitense (Norcross, n. 1995)
- Al Matthews, ex giocatore di football americano statunitense (Austin, n. 1947)
- Keith McCants, giocatore di football americano statunitense (Mobile, n. 1968 - St. Petersburg, † 2021)
- A.J. Moore, giocatore di football americano statunitense (Bassfield, n. 1995)
- Kent Nix, ex giocatore di football americano statunitense (Corpus Christi, n. 1944)
- Alvin Reels jr, giocatore di football americano statunitense (Detroit, n. 1994)
- Alvin Toles, ex giocatore di football americano statunitense (Barnesville, n. 1963)

## Hockeisti su ghiaccio(1)
- Ab McDonald, hockeista su ghiaccio canadese (Winnipeg, n. 1936 - Winnipeg, † 2018)

## Lottatori(1)
- Allie Morrison, lottatore statunitense (Marshalltown, n. 1904 - Omaha, † 1966)

## Militari(2)
- Alvin Swauger White, militare e aviatore statunitense (Berkeley, n. 1918 - Tucson, † 2006)
- Alvin York, militare statunitense (Pall Mall, n. 1887 - Nashville, † 1964)

## Musicisti(2)
- A.P. Carter, musicista statunitense (Maces Spring, n. 1891 - Kingsport, † 1960)
- Alvin Curran, musicista e compositore statunitense (Providence, n. 1938)

## Politici(1)
- Alvin Bragg, politico e avvocato statunitense (New York, n. 1973)

## Politologi(1)
- Alvin Rabushka, politologo statunitense (n. 1940)

## Rapper(1)
- Westside Gunn, rapper statunitense (Buffalo, n. 1982)

## Registi(1)
- Alvin Rakoff, regista canadese (Toronto, n. 1927)

## Sceneggiatori(1)
- Alvin Sargent, sceneggiatore statunitense (Filadelfia, n. 1927 - Seattle, † 2019)

## Sociologi(2)
- Alvin Gouldner, sociologo statunitense (New York, n. 1920 - † 1980)
- Alvin Toffler, sociologo statunitense (New York, n. 1928 - Los Angeles, † 2016)

## Tennisti(1)
- Alvin Gardiner, ex tennista australiano (Tara, n. 1951)

## Velocisti(2)
- Alvin Harrison, ex velocista statunitense (Orlando, n. 1974)
- Alvin Kraenzlein, velocista, ostacolista e lunghista statunitense (Milwaukee, n. 1876 - Wilkes-Barre, † 1928)

## Senza attività specificata(1)
- Alvin Lustig, grafico, tipografo e designer statunitense (Denver, n. 1915 - New York, † 1955)